# 遮打花園

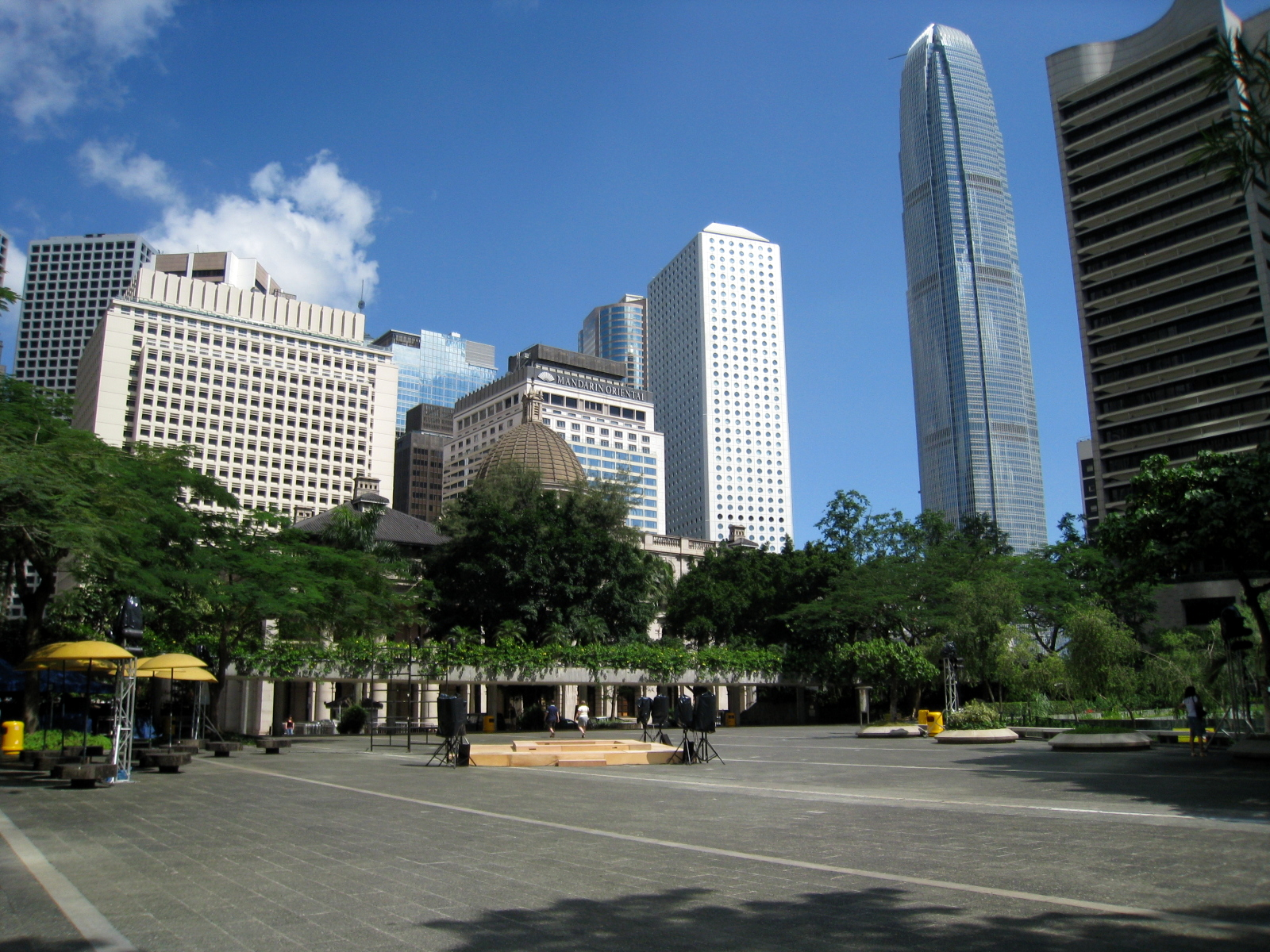
遮打花園中央設有廣場

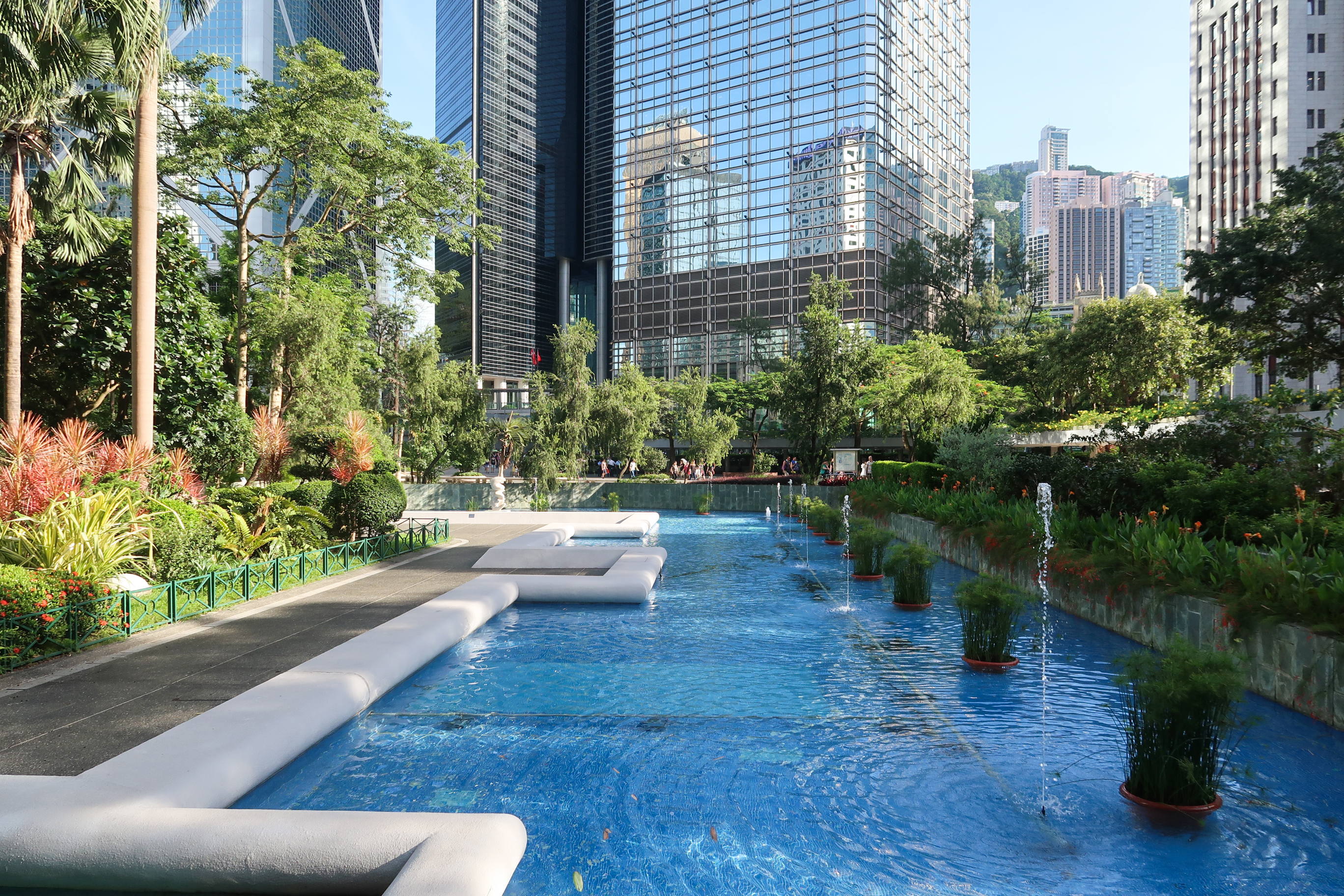
遮打花園水池

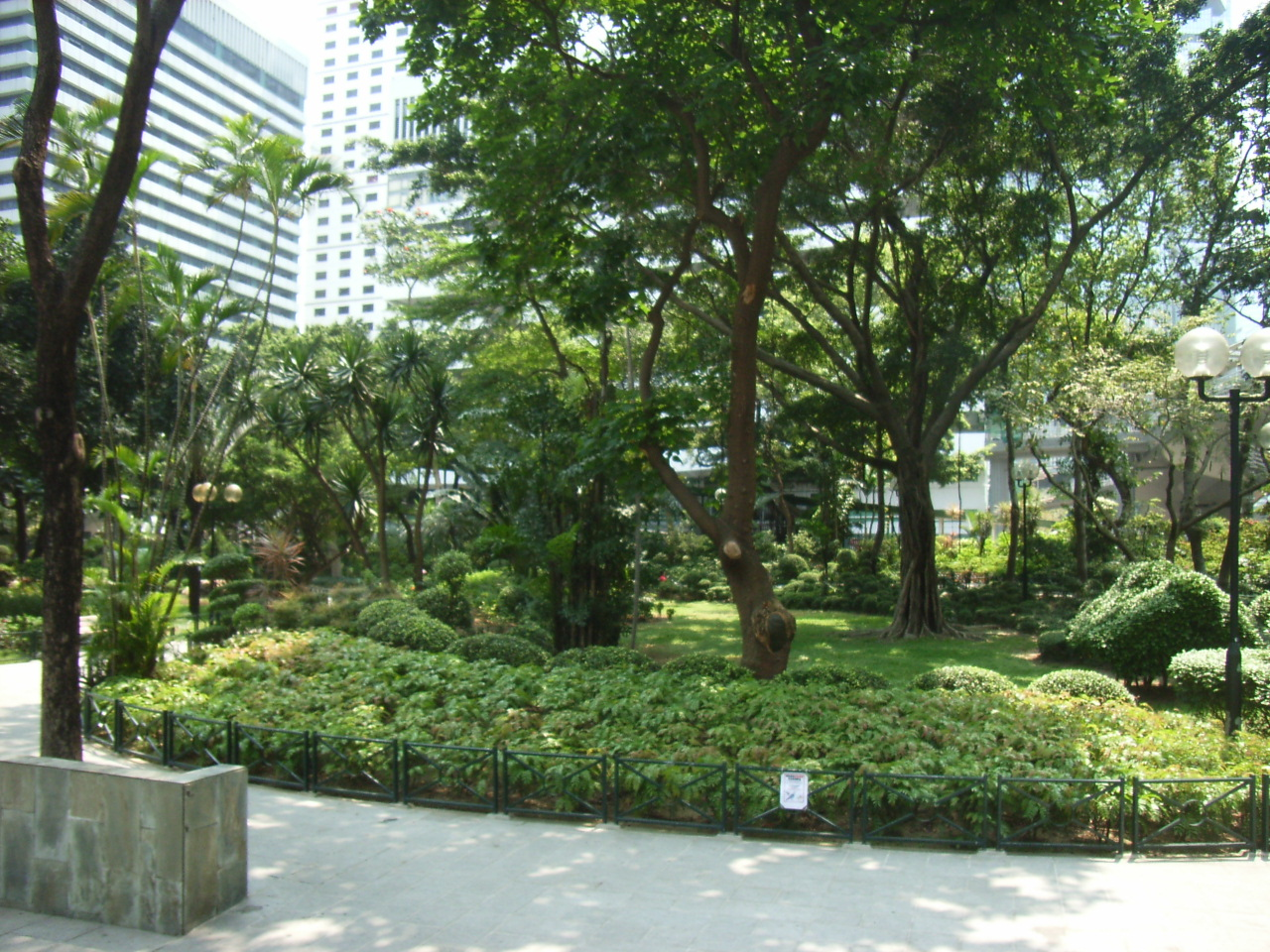
園中樹木

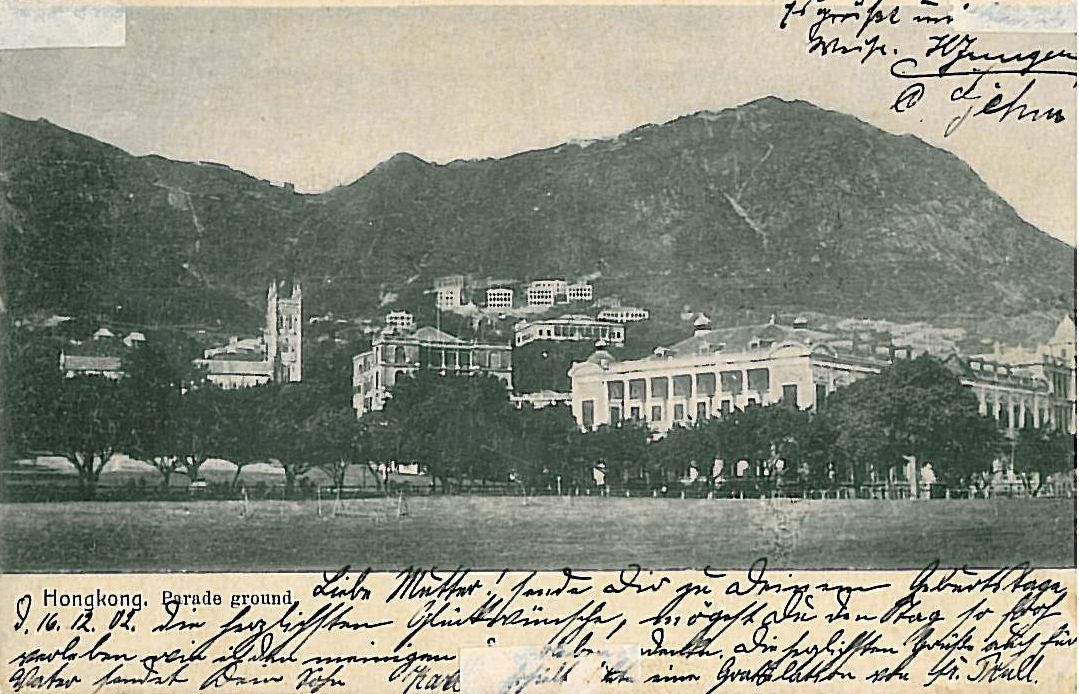
1903年的原址，當時為香港木球會的球場

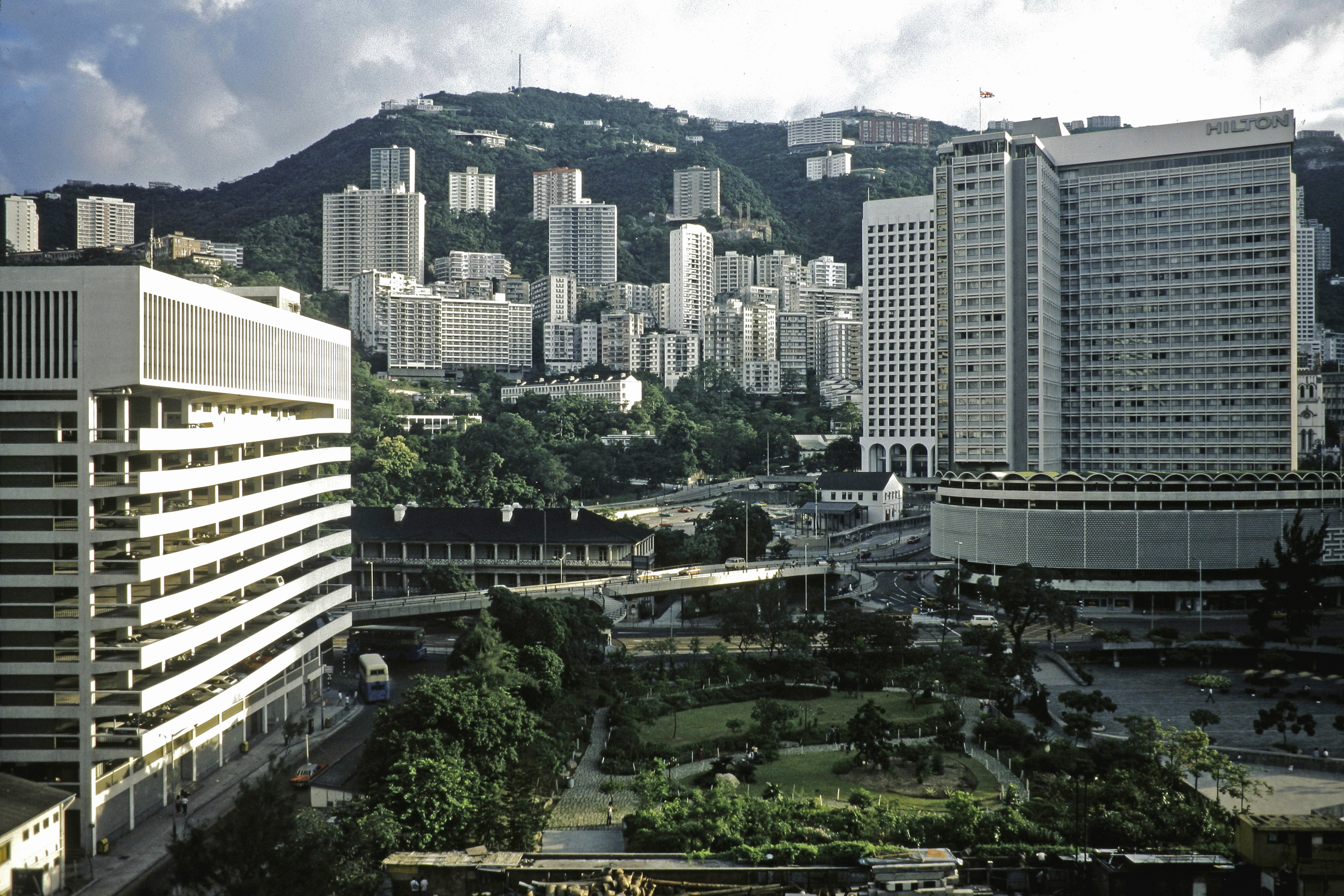
1980年的遮打花園

遮打花園（英語：Chater Garden）是香港一個位於香港島中西區中環遮打道的公園，在1978年10月20日落成啟用。

## 歷史
遮打花園原址前身是香港木球會舊址，有「打波地」之稱，於1851年興建，設有木球會會所及木球場。球會租約於1971年終結前，亦成為當時社會及傳媒的話題。1970年11月18日的《南華早報》，便引述了皇后像廣場及大會堂建築師 Alan Fitch 的意見，他認為該土地是世界級藝術館及博物館的理想場地。
1972年，討論多年的地鐵系統拍板興建。同年，政府亦決定將木球會原址改建為遮打花園。
1975年，木球會遷至黃泥涌峽現址，土地則成為地鐵（港鐵前身）中環站的建築工地。公園首階段工程在1978年完成並局部開放。地鐵的尖沙咀至中環段雖於1980年通車，但直至1983年地鐵出口工程完成，遮打花園才完全開放。目前在花園內豎有一塊牌匾以紀念其歷史。
遮打花園内另有一塊基石，是1890年4月2日由當時訪港的干諾公爵豎立，紀念當時中環填海工程動工儀式。基石原本位於木球會會所看台附近，1975年曾被移走，至1983年移往與原來位置接近的地方。

## 活動
由於遮打花園的位置接近前香港立法會大樓，加上其廣場面積較皇后像廣場大，因此遮打花園過往是香港市民及各政治團體舉行示威集會的熱門場地，但香港立法會大樓遷到金鐘後，示威活動已較少在花園進行，大部分示威活動都改到新建的政府總部。每逢週日花園成為菲籍傭工的聚集地之一。
遮打花園設有涼亭、園林小徑及水池等設施，而該花園地底乃1983年首季興建之地鐵港島綫（第二期）隧道。

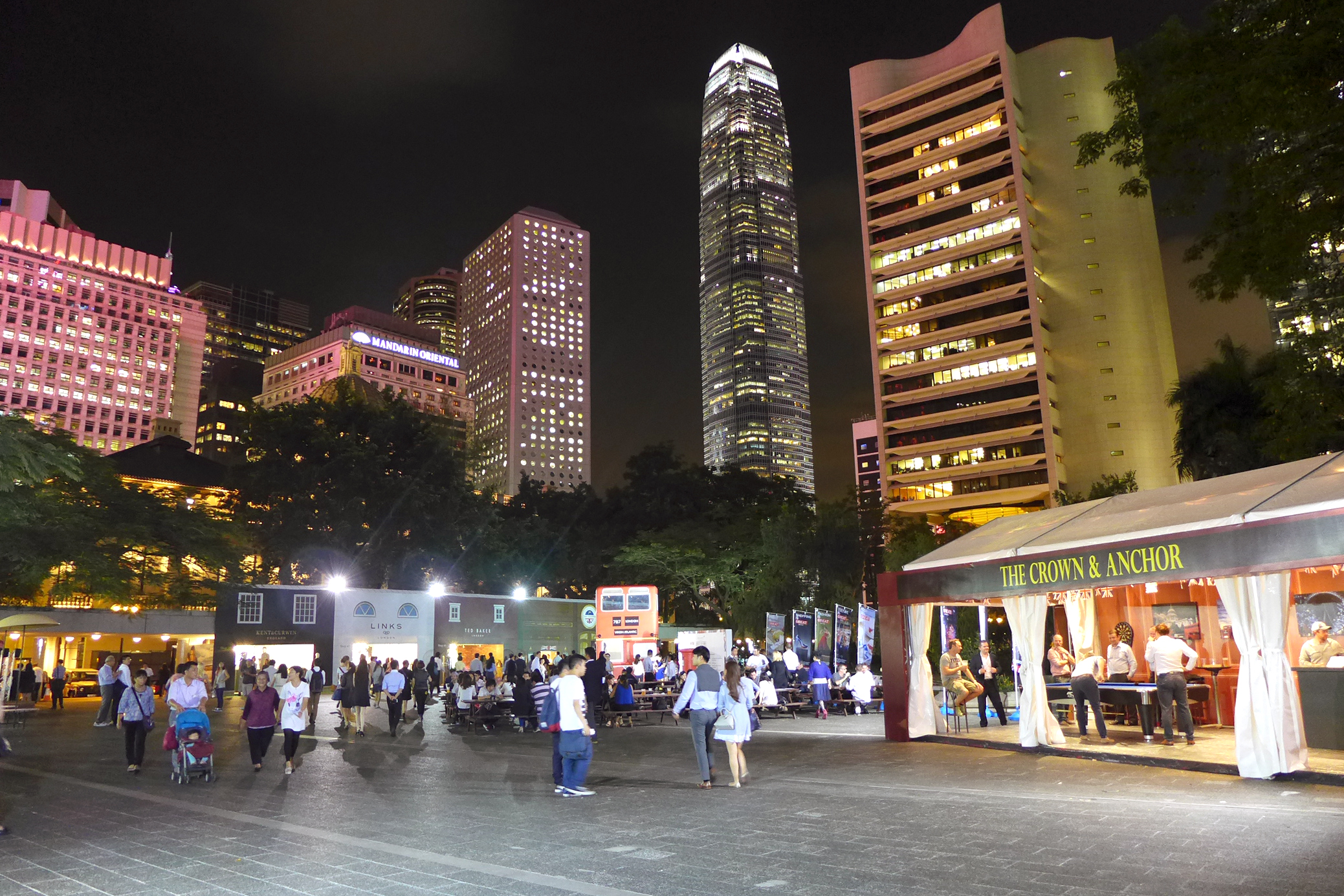
Best of British（2015年）
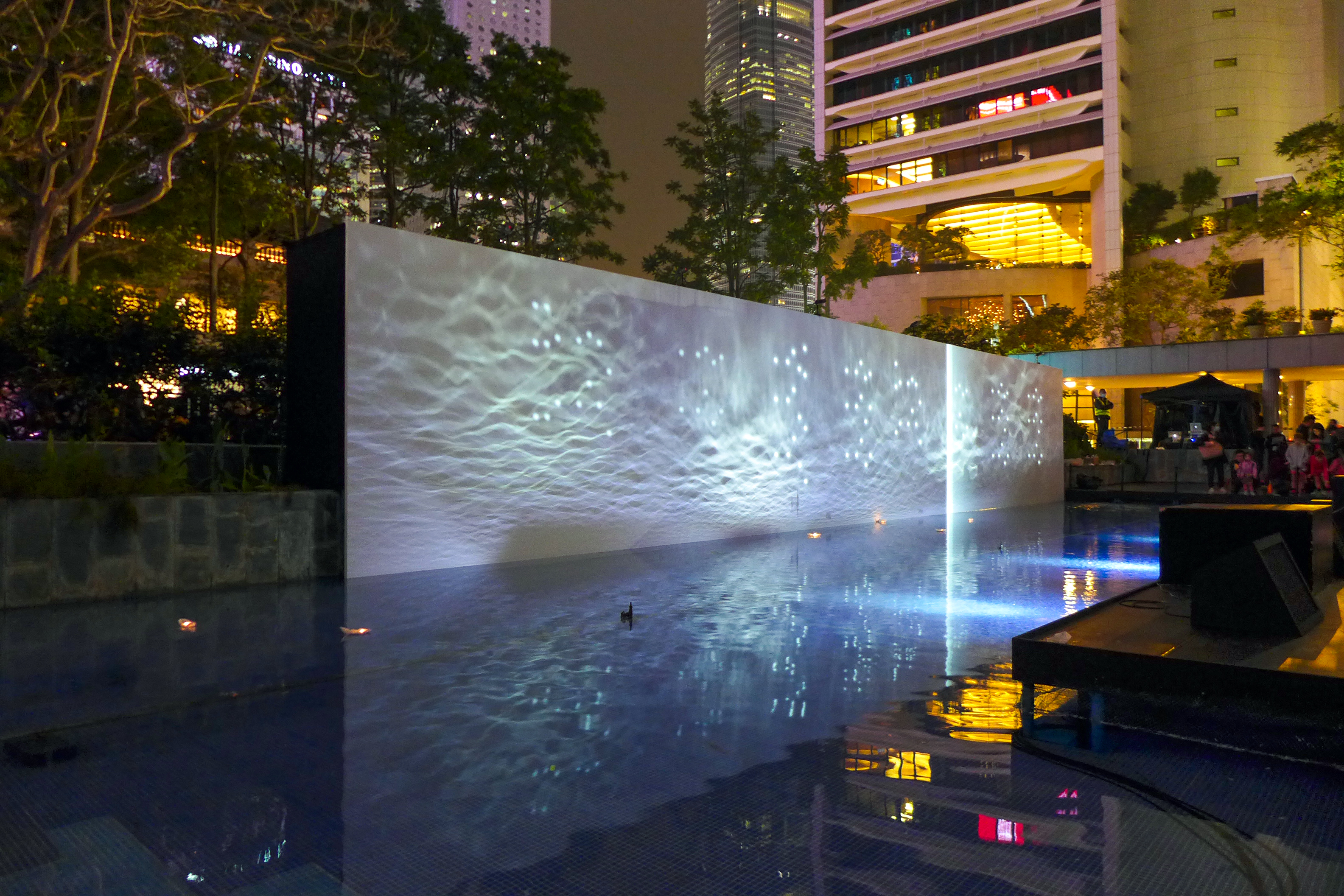
2017年「光·影·香港夜」活動，水池展示伍韶勁作品「關於海的歌」

## 禁煙安排
此場地全面禁煙。

## 附近建築物
- 香港文華東方酒店
- 香港美利酒店
- 和平紀念碑
- 皇后像廣場
- 長江集團中心
- 友邦金融中心
- 終審法院大樓
- 中國銀行大廈
- 中銀大廈
- 中國建設銀行大廈
- Cheung Kong Center II（暫名，興建中，前和記大廈）
- 美利道停車場大廈（已拆卸）